# Syngonium erythrophyllum
Syngonium erythrophyllum är en kallaväxtart som beskrevs av Birdsey och George Sydney Bunting. Syngonium erythrophyllum ingår i släktet Syngonium och familjen kallaväxter. Inga underarter finns listade.